# Djuptjärnen (Överluleå socken, Norrbotten)
Djuptjärnen är en sjö i Bodens kommun i Norrbotten och ingår i Altersundets huvudavrinningsområde. Sjön har en area på 0,378 kvadratkilometer och ligger 24 meter över havet.

## Delavrinningsområde
Djuptjärnen ingår i det delavrinningsområde (732330-177863) som SMHI kallar för Ovan Svartbäcken. Medelhöjden är 39 meter över havet och ytan är 18,43 kvadratkilometer. Räknas de 5 avrinningsområdena uppströms in blir den ackumulerade arean 105,14 kvadratkilometer. Avrinningsområdets utflöde Altersundet (Brobyån) mynnar i havet. Avrinningsområdet består mestadels av skog (62 procent), öppen mark (11 procent) och jordbruk (12 procent). Avrinningsområdet har 0,57 kvadratkilometer vattenytor vilket ger det en sjöprocent på 3,1 procent.